# Russian suite for orchestra
Russian suite is een compositie van Arnold Bax.
De suite was bedoeld ter uitvoering tijdens een balletvoorstelling van het BalletS Russes van Sergej Djagilev in het Londense Alhambra Theatre. Hij kwam met een opdracht voor enige kortere werken voor zijn ballet om wat leemten in tijd op te vullen. Arnold Bax, Lord Berners, Eugene Goossens en Herbert Howells werd om een bijdrage gevraagd. Bax kwam niet met nieuw werk en kreeg het drietal ook nog eens niet af. Het kwam er op neer dat:
- Deel 1, National dance (gopak) een orkestratie is van nummer 2 uit de Two Russian Tone Pictures; Ernest Ansermet heeft de eerstbekende uitvoering op zijn naam staan in het genoemd theater met het theaterorkest, een verzameling Londense musici; het zou hebben plaatsgevonden in mei 1919
- Deel 2, Nocturne (May night in the Ukraine), een pianowerkje, dat Bax nooit heeft georkestreerd, om de suite compleet te krijgen heeft Bax-onderzoeker Graham Parlett het later georkestreerd
- Deel 3, In a vodka shop, een Bax’ bekendste werkjes voor piano, de eerstbekende uitvoering daarvan dateert van juli 1919, dezelfde dirigent in hetzelfde theater en met hetzelfde orkest (maar misschien al andere musici).